# Rainatou Sow
Rainatou Sow é uma mulher guineense que fundou a Make Every Woman Count:  uma organização operada por uma equipe de mulheres jovens na África, América e Europa, que usam sua paixão e experiência para promover os direitos e o empoderamento de mulheres e meninas. Ela é uma ativista por um mundo pacífico e igualitário, uma defensora dos direitos humanos e da justiça social e trabalha para empoderar mulheres e meninas.

## Vida pessoal e antecedentes
Rainatou nasceu na cidade mineira de Fria, em Guiné, na África. Aos 12 anos, começou a dar aulas noturnas a meninas que não podiam ir à escola e, mais tarde, envolveu-se com o sistema político, tornando-se membro do parlamento infantil guineense, como ministra da Criança e dos Assuntos da Mulher, incluindo aparições na rádio e televisão guineenses.
Rainatou obteve um mestrado em Direito Internacional na Université Kofi Annan, de Guinée, e um mestrado em Relações Internacionais na London Metropolitan University. Ela é fluente em francês, inglês, Pulaar e Susu.

## Primeiras atividades políticas
Rainatou ocupou vários cargos na Guiné, inclusive na Organização Internacional para as Migrações (OIM), Organização Mundial da Saúde e na UNICEF. Depois de se mudar para Nova York, em 2009, Rainatou estagiou no WILPF Peacewomen Project, trabalhando exclusivamente na Resolução 1325 do Conselho de Segurança das Nações Unidas: uma resolução adotada em 2000 que pedia que os direitos das mulheres fossem respeitados em conflitos.

## Fundação da "Faça Cada Mulher Contar"
Inspirada pelas atividades da Peacewoman e motivada pela nomeação dos anos 2010 a 2020 como "A Década da Mulher Africana" pela União Africana, Rainatou fundou uma nova organização para fornecer notícias e recursos para as mulheres africanas, tanto aquelas na África quanto aquelas que vivem em diáspora no exterior. Com o objetivo de promover o tema da Década da Mulher Africana, este centro de recursos online começou a reunir notícias de todo o continente e a fornecer artigos autopublicados, destacando o trabalho de organizações de base, juntamente com entrevistas com mulheres bem-sucedidas.
Ao retornar ao Reino Unido, em 2011, Rainatou se inscreveu para que Make Every Woman Count se tornasse uma instituição de caridade registrada, status que alcançou em 13 de outubro daquele ano. Desde a fundação da organização, Rainatou expandiu a equipe para incluir uma gama diversificada de voluntários de todo o mundo.

## Crenças e inspirações
Falando à CNN, Rainatou deu as razões de sua dedicação à Década da Mulher Africana: "Basicamente, quando eles lançaram a Década da Mulher Africana, foi em Nairóbi; você teve pessoas de todo [o mundo] vindo, delegados, governos africanos, foi uma grande festa. Mas então, depois de alguns meses, você quase não ouviu falar sobre isso - por causa da crise de crédito, basicamente não ouvimos falar de financiamento para projetos de mulheres lá e foi muito tranquilo. Então pensamos o que podemos fazer? Vamos sentar e deixar passar esta década, ou vamos fazer alguma coisa, principalmente nós como a geração mais jovem".
Ela foi motivada por sua visão de que um dia todas as mulheres terão voz nas instituições de governança e participarão plenamente do diálogo público e da tomada de decisões. Em sua entrevista com a Women 4 Africa, ela disse: "A maioria das organizações internacionais focadas em capacitar e obter a igualdade de direitos das mulheres muitas vezes negligenciam as vozes das próprias mulheres africanas".

## Reconhecimento e prêmios
Rainatou foi premiada como 'Mulheres Inspiradoras do Ano' em 2012 pela Women for Africa, em reconhecimento ao seu trabalho na promoção da Década das Mulheres Africanas, e foi destaque nas '20 Mulheres Mais Jovens e Poderosas da África' pela Revista Forbes. Ela foi reconhecida em 2013 pelo THE BUZZ na Igualdade para todos entre as 'Oito ativistas pela igualdade de mulheres estrangeiras a saber' Em 2013 e em 2014, ela foi reconhecida como uma das 100 mulheres da BBC.

## Aparições na mídia
Rainatou apareceu no programa African Voices da CNN, sendo entrevistado no evento de publicação do relatório anual da organização. Ela foi uma das participantes do 100 Women (BBC)  em 25 de outubro de 2013, um dia de discussão incluindo 100 mulheres de todo o mundo, e novamente em 26 de outubro de 2014.